# Platychasma virgo
Platychasma virgo är en fjärilsart som beskrevs av Butler 1881. Platychasma virgo ingår i släktet Platychasma och familjen tandspinnare. Inga underarter finns listade i Catalogue of Life.